# 津和野町立津和野中学校
津和野町立津和野中学校（つわのちょうりつ つわのちゅうがっこう）は、島根県鹿足郡津和野町にある公立中学校。

## 概要
校訓
創造・友愛・勉学・清楚
校歌
作詞は森於菟、作曲は下総皖一による。歌詞は3番まである。

## 沿革
- 1947年（昭和22年） - 津和野町立津和野中学校開校。
- 1950年（昭和25年） - 津和野・小川組合立津和野中学校と改称。
- 1955年（昭和30年） - 町村合併（津和野町・小川村・畑迫村・木部村）により津和野町立津和野中学校と改称。
- 1974年（昭和49年） - 津和野町立畑迫中学校を統合。
- 2012年（平成24年） - 津和野町立木部中学校と統合。

## 通学区域
- 鷲原、中座、町田、森村、後田、邑輝、部栄、内美、田二穂、高峯、名賀、豊稼、中山、中曽野、長福、中川、山下、吹野、笹山、寺田、商人の一部、耕田、直地[1]